# ایان مورداک
ایان مورداک (به انگلیسی: Ian Murdock) (زاده ۲۸ آوریل ۱۹۷۳ در کنستانتس، آلمان، مرگ ۲۸ دسامبر ۲۰۱۵) بنیان‌گذار توزیع گنو/لینوکس دبیان و شرکت Progeny Linux Systems بود.
او پروژهٔ دبیان را در ۱۶ اوت ۱۹۹۳ زمانی که دانشجوی دانشگاه پردیو بود آغاز کرد. نام این توزیع را از تلفیق نام خودش و همسرش Debra (به‌صورت (Deb(ra و در ادامه Ian) انتخاب کرد.

## مرگ
مرداک در روز ۲۸ دسامبر ۲۰۱۵ (۷ دی ۱۳۹۴) درگذشت.
تا کنون هیچ جزئیاتی در رابطه با چگونگی مرگ وی منتشر نشده‌است. آخرین توییت‌های مرداک حاکی از این بود که وی قصد خود کشی داشته و کمی قبل تر از درگیری با پلیس خبر داده‌است. وی اظهار کرده بود که زندگی خود را وقف مبارزه با خشونت پلیس خواهد کرد.
در جولای ۲۰۱۶ مرگ او به علت حلق آویزکردن خودش توسط کابل برق اعلام شد.